# Russell Mills
Russell Mills (ur. 1952 w Ripon) – brytyjski artysta, malarz, autor instalacji multimedialnych, scenograf, muzyk, autor okładek albumów muzycznych m.in. takich artystów jak Brian Eno, David Sylvian, Peter Gabriel czy Nine Inch Nails, autor okładek książek. Jest tutorem na gościnnych wykładach w Royal College of Art i profesorem na Glasgow School of Art, regularnie wykłada na uczelniach w Wielkiej Brytanii i za granicą.

## Jako muzyk
Russell Mills jako muzyk nagrał dwie płyty z własnym projektem muzycznym Undark:
- Russell Mills : Undark (1996) (reedycja w 2000 jako Undark One: Strange Familiar)
- Russell Mills / Undark : Pearl + Umbra (1999) (reedycja w 2000 jako Undark Two: Pearl + Umbra).

Stworzył też ścieżki dźwiękowe do stworzonych przez siebie instalacji multimedialnych:
- Measured in Shadows (1995, z Ianem Waltonem & Big Block 454)
- Republic of Thorns (2001, z Ianem Waltonem & Paulem Farleyen)
- Cleave / Soft Bullets (2002, z Mike Fearonem).